# Fotometeory

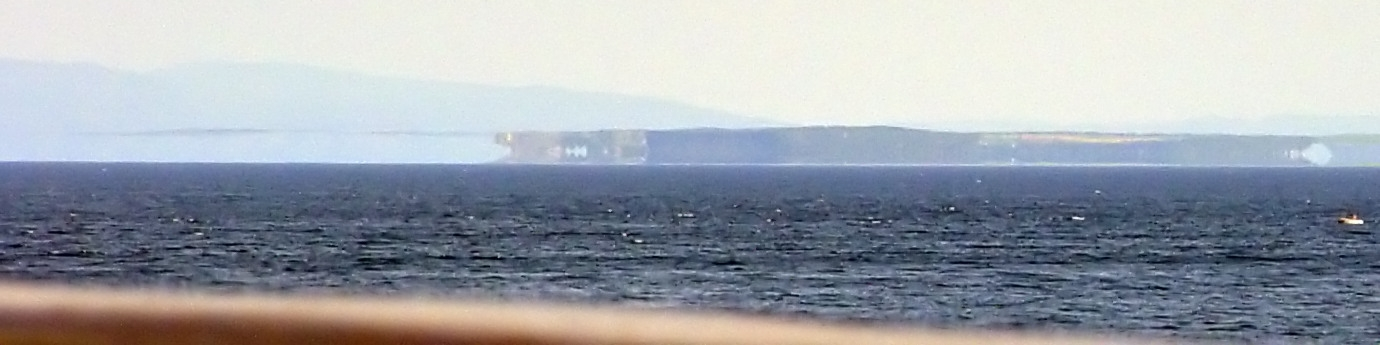
Fatamorgana na wybrzeżu Norwegii

Fotometeory – zjawiska optyczne w atmosferze powstające w wyniku załamania (też zakrzywienia) biegu promieni świetlnych; związane są ze zmianą koloru, kształtu bądź świeceniem materii, wskutek refrakcji fal świetlnych (światła słonecznego lub księżycowego) w atmosferze. Do fotometeorów zalicza się takie zjawiska jak:
1. Zjawiska halo[2]
  - mały pierścień halo 22°
  - duży pierścień halo 46°
  - słup świetlnyZjawiska Halo

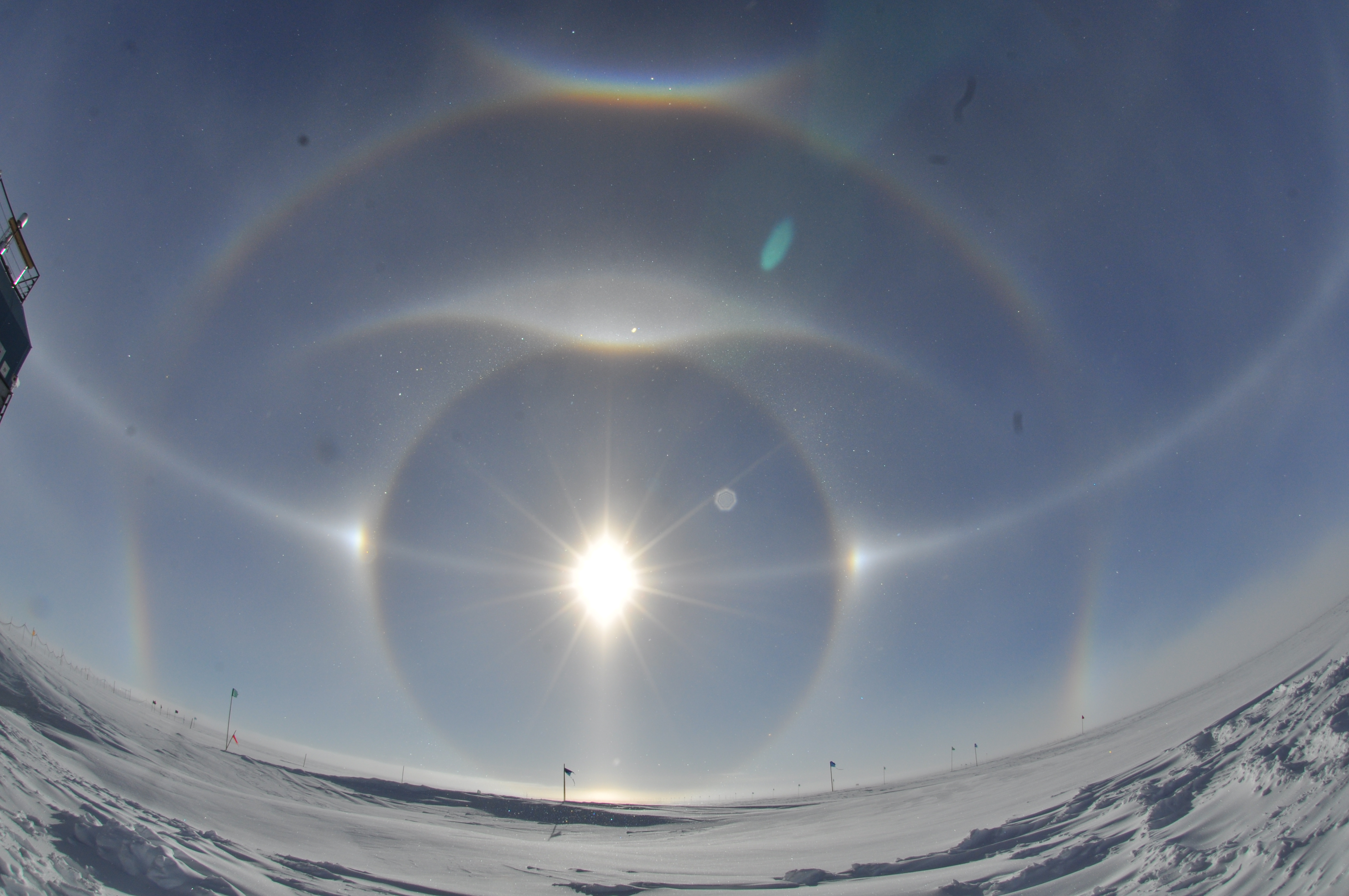
Zjawiska Halo

  - łuk styczny górny i łuk styczny dolny
  - łuk okołozenitalny i łuk okołozenitalny dolny
  - poziomy krąg przeciwsłoneczny
  - słońce poboczne
2. wieniec,
3. iryzacja,
4. gloria,
5. tęcza, biała tęcza,
6. fatamorgana,
7. zielony promień, zwany również zielonym błyskiem.